# Cratichneumon boreoalpinus
Cratichneumon boreoalpinus är en stekelart som beskrevs av Heinrich 1961. Cratichneumon boreoalpinus ingår i släktet Cratichneumon och familjen brokparasitsteklar. Inga underarter finns listade i Catalogue of Life.